# Rockchuck Peak
Der Rockchuck Peak ist ein Berg im Grand-Teton Nationalpark im Westen des US-Bundesstaates Wyoming. Er hat eine Höhe von 3399 m und ist Teil der Teton Range in den Rocky Mountains. Er erhebt sich unmittelbar westlich des String Lake und liegt südlich des Paintbrush Canyons. Der Mount Saint John liegt 800 m südlich des Rockchuck Peak, der Mount Woodring rund 2 km nordwestlich. Der Berg ist von nahezu allen Punkten im Tal Jackson Hole aus sichtbar, da er sich direkt über die Hochebene erhebt und ähnlich wie Grand Teton oder Mount Moran die Teton Range flankiert. Die Erstbesteigung erfolgte am 16. August 1929 durch Fritioff Fryxell, dem ersten Park Ranger des Grand-Teton-Nationalparks.

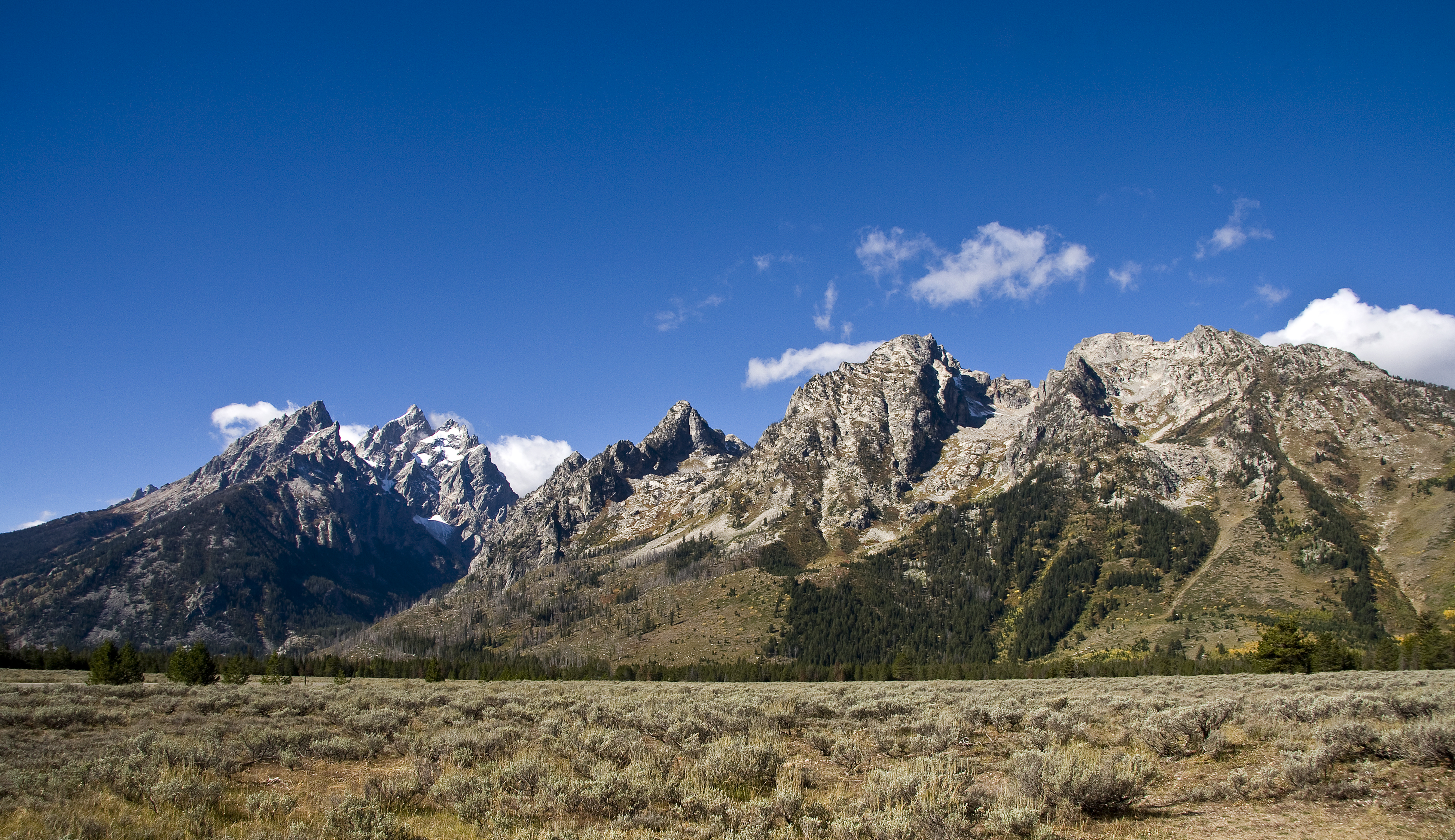
Teton Range, von links nach rechts: Cathedral Group (Teewinot Mountain, Grand Teton, Mount Owen), Cascade Canyon, Symmetry Spire, Hanging Canyon, Mount Saint John und Rockchuck Peak

## Belege
1. ↑  Peakbagger: Rockchuck Peak. Abgerufen am 13. März 2021.
2. ↑  Geonames: Rockchuck Peak. Abgerufen am 13. März 2021.
3. ↑  Naturalatlas: Rockchuck Peak. Abgerufen am 13. März 2021 (englisch).
4. ↑  Summitpost: Rockchuck Peak : Climbing, Hiking & Mountaineering. Abgerufen am 13. März 2021.